# Doll☆Elementsの「どるラジ」
Doll☆Elementsの「どるラジ」（ドールエレメンツのどるらじ）は、2014年1月6日からTOKYO FMで放送されていた深夜放送のラジオ番組。

## 放送日時
毎週火曜日 25:00 - 25:30（毎週水曜日 01:00 - 01:30）
（2014年1月6日から3月31日までは毎週月曜25:00から放送していた。）
2014年7月1日からはFM AICHI(2015年度からは@fm)、12月2日からはDate FMでもネットされる。また、2015年7月4日から2016年3月まではFM OSAKAで毎週土曜日25:00 - 25:30に時差ネットされていた。

## 概要
- お人形と変身がコンセプトの5人組アイドルグループDoll☆Elementsの地上波ラジオ初冠番組。トークを中心に、リスナーコーナー・企画・果ては芸人並みの反射神経を要求されるチャレンジ企画などを行う。

- 毎週、メンバーの中から2名～3名が出演。前半は企画コーナー、後半はふつおたコーナーで進行。

- 2017年1月14日に開催されるZepp Tokyoでのラストライブ「Doll☆Elements Last Live〜 Doll Memories〜」をもってDoll☆Elementsが解散することを受け、2016年12月27日の放送をもって終了した[1]。

## 番組の構成
1. 1時の時報後、メンバーがトークを開始。トークに一区切りついたところで、「Doll☆Elementsのどるラジ」とタイトルコールが入り、ヨハン・シュトラウス2世の「こうもり」序曲が流れる[2]。その後、BGMがFantastic Plastic Machineの「If You Do, I Do(威風堂々)」に切り替わり、メンバー1名が「明るくて、少しおっちょこちょいな5人組お人形アイドルDoll☆Elementsは、あなたにとって一番身近な存在になるため、そして女の子の”夢”と”憧れ”を形にするため、今日も人形から人間へ変身します！」という決まり文句を言ってからオープニングトークに移る。
2. オープニングトークは5~10分程であり、内容はタイトルコール前のトークの続きや、グループの近況など様々である。オープニングトーク後にDoll☆Elementsの楽曲が1曲流れる[3]。
3. 1時20分頃まで番組コーナーが展開。コーナー終了後に、コーナーにまつわる曲やメンバーおすすめの曲が1曲流される[4]。
4. 曲終了後、「ここからはリスナーさんのお便り、ふつおたを紹介したいと思います。」と言い、ふつおたのコーナーに入る。平均的に2通程が紹介され、1時26分頃終了[5]。
5. ふつおたのコーナー後、ジングルを挟んでDoll☆Elementsの楽曲が流される。イントロ終わりで、メンバー1名「Doll☆Elementsの～（出演メンバーが自身の名前を言う）がお送りしてきました」全員「どるラジ！」とタイトルコールをし、エンディングトークへと移る。エンディングトークでは、番組の振り返り、新譜やワンマンライブの告知が行われ、27分頃、MCを務めるメンバーの「それではそろそろお人形に戻りましょうか？」というセリフに応えて、メンバーが「シュッ！」[6]の効果音と共にお人形に戻る一連の流れが行われる。最後に、「それではまた来週この時間にお会いしましょう！お送りしたのは、Doll☆Elementsの～でした！バイバイ～」という口上で番組は締めくくられる。30分頃までDoll☆Elementsの曲が流され徐々にフェードアウトされ番組は終了する[7]。

## ゲスト
- michitomo

- 古橋舞悠（NEO fromアイドリング!!!）

- 佐藤麗奈（NEO fromアイドリング!!!）

- 安斉奈緒美（PASSPO☆）

- 岩村捺未（PASSPO☆）

- 伊藤祐奈（NEO fromアイドリング!!!）

- 関谷真由（NEO fromアイドリング!!!）

- 沙月美祐（平成琴姫）

- レイザーラモンRG （レイザーラモン）

## 番組内のコーナー
基本的にコーナーが終了する際でも番組内での明確な告知はなく、一年以上音沙汰のなかったコーナーが突然行われることもある。
- ふつおた

リスナーから送られてきた悩みや質問に対し「どるえれ」が答える。普通のお便りのコーナー。
- 〇〇風しりとり

メイドカフェ風、ヤンキー中学生風など、〇〇が言いそうなフレーズでしりとりをするコーナー。
- ボケたガール・ツッコミたガール

バラエティ番組にどるえれが出演した時、芸人のボケ・ツッコミに即座に対応できるよう、お題の「ボケ」にツッコんだり、「普通の問題」にボケたりするコーナー。
- 教えて！どる熟語！

アイドルの中でかなり偏差値が高いとされている「どるえれ」に、さらに知的アイドルになってもらうために四字熟語を勉強してもらうコーナー。番組スタッフやリスナーが指定した四字熟語の意味と例文を「どるえれ」が考えて披露する。最近は四文字なら何でもよくなっており、ひらがな、英語、カタカナなど、様々なお題が出題されている。
- どるキャッチ

「どるえれ」には個々にキャッチフレーズがあるが、さらに素晴らしいキャッチフレーズをリスナーに考えてきてもらうコーナー。
- どーるソング

今一番「イケてる」曲に、どるえれが作詞をするコーナー。
- どるえれ！アクターへの道！

今のアイドルは演技もできないとダメな時代であり、今後「どるえれ」にも女優業のオファーが来てもおかしくはない！そんないつ来るか分からないオファーに即座に応えるため、指定されたテーマに対しアドリブで演技の練習をするチャレンジコーナー。
- どるチャレ

番組スタッフやリスナーが考えたチャレンジ企画に挑戦するコーナー。
- どるえれ頭脳チェック！

おバカアイドルにならないため「どるえれ」が学校で習う、出来て当然な問題にチャレンジするコーナー。
- キーワードトーク

トークのプロであるDoll☆Elementsが、制限時間内にお題のキーワードにまつわるトークをするという趣旨のコーナー。また、どるラジ100回目の放送では、100回を記念してキーワードトークスペシャルが行われ、メンバー全員が2つのキーワードからトークに挑戦した。
- 徹底討論！マジョリティ・マイノリティ

「生まれ変わるなら男？女」や「ポテチの味の定番はコンソメ？のりしお？」など、リスナーが考えたお題に対し、どちらがマジョリティ（多数）かマイノリティ（少数）かを徹底討論して勝手に決めるコーナー。
- 小森ゆきのの日本元気党

リスナーのお悩みに小森ゆきの党首が解答し、リスナーを元気にするコーナー。ふつおたのコーナーと区別がつかないと指摘されている。
- パフューマーこじーまー

特技「季節の匂いを感じられること」の小島瑠那が、日常のシチュエーションを四季の一つに当てはめるコーナー。メンバー一人がラジオパーソナリティに扮し、ゲストの匂い専門家、パフューマーこじーまーに教えを乞う形でコーナーが展開する。当初は小島のみが回答していたが、最近は小島以外の出演メンバーもパフューマ―に扮し回答する場合が多々ある。
- 小泉遥のイマツボワード変換所

イマツボガールの小泉遥が、死語やダサくて使えない言葉を、現代風なイマツボワードに変換するコーナー。2015年7月15日の放送で、小泉と外崎が対決をした結果、外崎梨香が二代目イマツボガールを襲名する事が発表された。
- 権田夏海のツボ・ストラックアウト

整体師の経験を持つ権田夏海に対し、「ツボ」のある（権田の食いつく）トークテーマを見つけるコーナー。
- 外崎梨香の売れるアイドルの条件

趣味にアイドル鑑賞と書くくらい(2015年8月5日の放送で、アイドル鑑賞は趣味ではないと公言)アイドルの事が大好きな外崎梨香が、売れるトップアイドルの条件を、ベスト3形式で発表するコーナー。初回は小泉遥がこのコーナーを担当したが、二回目以降は外崎が担当している。当初は、外崎が考えた売れるアイドルの条件を順に発表していくという内容だったが、最近では出演メンバーも参加し、各々が売れるアイドルの条件や言動などを考えて発表するという趣旨のコーナーになっている。
- 権田夏海に叱られたい！

Doll☆ElementsのドSで叱り担当の権田夏海が、正しい叱り方をリスナーへ伝授するコーナー。リスナーからのお便りや、どるラジスタッフのお題に対し、権田夏海が時に優しく時に厳しく、説教を垂れる。一緒に出演しているメンバーもお叱りを披露するのが恒例となっている。権田夏海の24歳の誕生日を祝う特別企画として始まったものが、レギュラーコーナーとして定着化した。
- あれれれ？ここはどこ？

7thメジャーシングル「君のオモイ届けたい」のカップリング曲である、プチエレの「あれれれ?ここはどこ？」にまつわるコーナー。ワールドワイドに活躍するDoll☆Elementsならば知っていて当然の、世界の超有名スポットがどこにあるのかを、その土地に関する3つのヒントをもとにメンバーが推理するという趣旨のコーナー。
- 小島瑠那のミュージッククリエイター！

小島瑠那の２１歳の誕生日を記念して企画されたコーナー。公式プロフィールの好きな科目に音楽と書いてある小島瑠那が、ある文章に即興でメロディーをつけ、キャッチーな楽曲を生み出すという趣旨のコーナーである。
- どるえれ・クッキングガールズ！！

将来の夢は逆玉の輿に乗ることであるDoll☆Elementsが、食材や調理の過程をヒントに、何の料理のレシピなのかを当てるコーナー。
- 小森ゆきののDSC養成講座！

「インスタントジョンソンのShall We Conte?」のレギュラーで、お笑いのスペシャリストである小森ゆきのが先生となり、生徒のどるえれメンバーにお笑いのいろはを伝授するコーナー。お笑いに関する穴埋め問題や大喜利をこなすことで、Doll☆Elementsのお笑い力を鍛えることがこのコーナーの趣旨である。
- 開講！どるえれ学部！

世の中を何も知らないどるえれのため、様々な知識や雑学を穴埋め形式で教えるコーナー。メンバー一名が教師となり、残りのメンバーを指導する形でコーナーが展開する。番組前半では、メンバーが穴埋め問題に解答。お題となる事物の基礎知識を学び、番組後半では応用編として、生徒のメンバーがお題に関する大喜利に挑戦するのが一般的である。長尺のためふつおたコーナーをやらない場合が多い。
- どる文春

- 朝までどるテレビ